# Facoquer africà

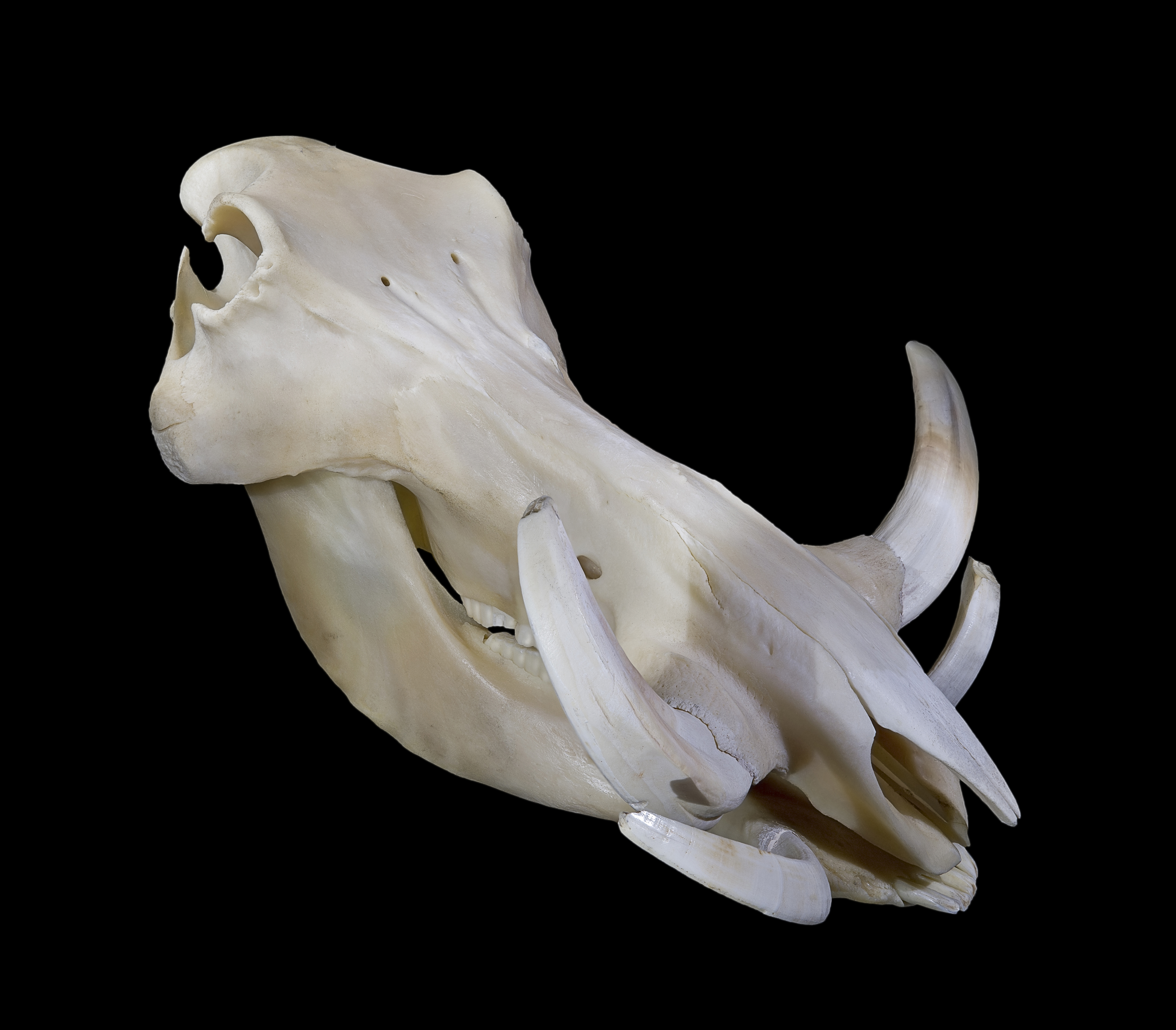
crani

El facoquer africà (Phacochoerus africanus) és una espècie de mamífer molt estesa de la família dels súids (porcs i afins). Juntament amb el facoquer (amb el qual durant molt de temps es considerà que formava una única espècie), forma el gènere Phacochoerus.
El seu nom específic, africanus, significa ‘africà’ en llatí.
Els seus depredadors són el lleó,el lleopard,el guepard, la hiena tacada, el gos salvatge africà i el cocodril del Nil.